# Rhinaulax analis
Rhinaulax analis är en insektsart som först beskrevs av Fabricius 1794.  Rhinaulax analis ingår i släktet Rhinaulax och familjen spottstritar. Inga underarter finns listade i Catalogue of Life.